# Línea 531 (Interurbanos Madrid)
La línea 531 de la red de autobuses interurbanos de Madrid une el Hospital Rey Juan Carlos de Móstoles con Navalcarnero y Sevilla la Nueva.

## Características
Esta línea une a los habitantes de los municipios de Sevilla la Nueva y Navalcarnero con la estación de Móstoles y el Hospital Rey Juan Carlos de Móstoles. El recorrido dura 50-60 minutos aproximadamente entre cabeceras.
La línea no mantiene los mismos horarios todo el año, desde el 1 al 31 de agosto se reducen el número de expediciones los días laborables entre semana (sábados laborables, domingos y festivos tienen los mismos horarios todo el año), además de los días excepcionales vísperas de festivo y festivos de Navidad en los que los horarios también cambian y se reducen.
Está operada por la empresa Arriva Madrid mediante la concesión administrativa VCM-501 - Madrid – Batres (Viajeros Comunidad de Madrid) del Consorcio Regional de Transportes de Madrid.

## Horarios
| Hospital Rey Juan Carlos                    | Estación de Móstoles | Navalcarnero | Sevilla la Nueva | Urb. Los Manantiales |
| ------------------------------------------- | -------------------- | ------------ | ---------------- | -------------------- |
| Lunes a viernes laborables (excepto agosto) |                      |              |                  |                      |
| 7:00                                        | 7:10                 | 7:35         | 7:45             | 7:50                 |
| 8:00                                        | 8:10                 | 8:35         | 8:45             | 8:50                 |
| 10:00                                       | 10:10                | 10:35        | 10:45            | 10:50                |
| 11:00                                       | 11:10                | 11:35        | 11:45            | 11:50                |
| 12:00                                       | 12:10                | 12:35        | 12:45            | 12:50                |
| 14:00                                       | 14:10                | 14:35        | 14:45            | 14:50                |
| 16:00                                       | 16:10                | 16:35        | 16:45            | 16:50                |
| 17:00                                       | 17:10                | 17:35        | 17:45            | 17:50                |
| 18:00                                       | 18:10                | 18:35        | 18:45            | 18:50                |
| 20:00                                       | 20:10                | 20:35        | 20:45            | 20:50                |
| 22:00                                       | 22:10                | 22:35        | 22:45            | 22:50                |
| Lunes a viernes laborables (agosto)         |                      |              |                  |                      |
| 8:30                                        | 8:40                 | 9:05         | 9:15             | 9:20                 |
| 9:30                                        | 9:40                 | 10:05        | 10:15            | ---                  |
| 12:30                                       | 12:40                | 13:05        | 13:15            | 13:20                |
| 13:30                                       | 13:40                | 14:05        | 14:15            | ---                  |
| 16:30                                       | 16:40                | 17:05        | 17:15            | 17:20                |
| 17:30                                       | 17:40                | 18:05        | 18:15            | ---                  |
| 20:30                                       | 20:40                | 21:05        | 21:15            | ---                  |
| 21:30                                       | 21:40                | 22:05        | 22:15            | 22:20                |
| Sábados laborables, domingos y festivos     |                      |              |                  |                      |
| 8:30                                        | 8:40                 | 9:05         | 9:15             | 9:20                 |
| 9:30                                        | 9:40                 | 10:05        | 10:15            | ---                  |
| 12:30                                       | 12:40                | 13:05        | 13:15            | 13:20                |
| 13:30                                       | 13:40                | 14:05        | 14:15            | ---                  |
| 16:30                                       | 16:40                | 17:05        | 17:15            | 17:20                |
| 17:30                                       | 17:40                | 18:05        | 18:15            | ---                  |
| 20:30                                       | 20:40                | 21:05        | 21:15            | ---                  |
| 21:30                                       | 21:40                | 22:05        | 22:15            | 22:20                |

| Urb. Los Manantiales                        | Sevilla la Nueva | Navalcarnero | Estación de Móstoles | Hospital Rey Juan Carlos |
| ------------------------------------------- | ---------------- | ------------ | -------------------- | ------------------------ |
| Lunes a viernes laborables (excepto agosto) |                  |              |                      |                          |
| 7:20                                        | 7:30             | 7:40         | 8:05                 | 8:20                     |
| 8:10                                        | 8:20             | 8:30         | 8:55                 | 9:10                     |
| 9:20                                        | 9:30             | 9:40         | 10:05                | 10:20                    |
| 11:20                                       | 11:30            | 11:40        | 12:05                | 12:20                    |
| 12:20                                       | 12:30            | 12:40        | 13:05                | 13:20                    |
| 13:20                                       | 13:30            | 13:40        | 14:05                | 14:20                    |
| 15:20                                       | 15:30            | 15:40        | 16:05                | 16:20                    |
| 17:20                                       | 17:30            | 17:40        | 18:05                | 18:20                    |
| 18:20                                       | 18:30            | 18:40        | 19:05                | 19:20                    |
| 19:20                                       | 19:30            | 19:40        | 20:05                | 20:20                    |
| 21:20                                       | 21:30            | 21:40        | 22:05                | 22:20                    |
| Lunes a viernes laborables (agosto)         |                  |              |                      |                          |
| 7:05                                        | 7:15             | 7:25         | 7:50                 | 8:05                     |
| 10:05                                       | 10:15            | 10:25        | 10:50                | 11:05                    |
| ---                                         | 11:15            | 11:25        | 11:50                | 12:05                    |
| 14:05                                       | 14:15            | 14:25        | 14:50                | 15:05                    |
| ---                                         | 15:15            | 15:25        | 15:50                | 16:05                    |
| 18:05                                       | 18:15            | 18:25        | 18:50                | 19:05                    |
| ---                                         | 19:15            | 19:25        | 19:50                | 20:05                    |
| ---                                         | 22:15            | 22:25        | 22:50                | 23:05                    |
| ---                                         | 23:15            | 23:25        | 23:50                | 0:05                     |
| Sábados laborables, domingos y festivos     |                  |              |                      |                          |
| 7:05                                        | 7:15             | 7:25         | 7:50                 | 8:05                     |
| 10:05                                       | 10:15            | 10:25        | 10:50                | 11:05                    |
| ---                                         | 11:15            | 11:25        | 11:50                | 12:05                    |
| 14:05                                       | 14:15            | 14:25        | 14:50                | 15:05                    |
| ---                                         | 15:15            | 15:25        | 15:50                | 16:05                    |
| 18:05                                       | 18:15            | 18:25        | 18:50                | 19:05                    |
| ---                                         | 19:15            | 19:25        | 19:50                | 20:05                    |
| ---                                         | 22:15            | 22:25        | 22:50                | 23:05                    |
| ---                                         | 23:15            | 23:25        | 23:50                | 0:05                     |

## Recorrido y paradas

### Sentido Navalcarnero - Sevilla La Nueva
| Código                                                                                           | Parada                                      | Común con                                     | Conexión con Metro y Cercanías | Municipio        | Zona |
| ------------------------------------------------------------------------------------------------ | ------------------------------------------- | --------------------------------------------- | ------------------------------ | ---------------- | ---- |
| 18853                                                                                            | Hospital Rey Juan Carlos                    | 529 529A 529H 531A 551 4                      |                                | Móstoles         |      |
| 21171                                                                                            | Orquídea - Gladiolo                         | 529 529A 529H 531A 4                          |                                | Móstoles         |      |
| 11885                                                                                            | Margarita - Crisantemo                      | 521 523 529 529A 531A 4                       |                                | Móstoles         |      |
| 11266                                                                                            | Av. Alcalde de Móstoles - Pintor Velázquez  | 521 523 529 529A 529H 531A 4                  |                                | Móstoles         |      |
| 09702                                                                                            | Av. Alcalde de Móstoles - Bécquer           | 521 523 526 529 529A 529H 531A                |                                | Móstoles         |      |
| 08987                                                                                            | Av. Portugal - Severo Ochoa                 | 520 521 526 529 529A 529H 531A 1 4            |                                | Móstoles         |      |
| 17099                                                                                            | Av. Portugal - Est. Móstoles Central        | 529 529A 529H 531A 535                        | Móstoles Central               | Móstoles         |      |
| 08622                                                                                            | Av. Portugal - Parque Finca Liana           | 498 498A 499 519 529 529A 529H 531A           |                                | Móstoles         |      |
| 16540                                                                                            | Av. Portugal - Benito Pérez Galdós          | 498 498A 499 519 529 529A 529H 531A           |                                | Móstoles         |      |
| 08988                                                                                            | Av. Portugal - Av. Dos de Mayo              | 498 498A 499 524 526 529 529A 529H 531A 535 5 |                                | Móstoles         |      |
| 19082                                                                                            | Av. Portugal - Río Jalón                    | 524 529 529A 529H 531A 5                      |                                | Móstoles         |      |
| 12336                                                                                            | Av. Portugal - Restaurante                  | 529 529A 529H 531A 5                          |                                | Móstoles         |      |
| 08974                                                                                            | Av. Portugal - Pol. Ind. Las Monjas         | 529 529A 529H 531A 535 5                      |                                | Móstoles         |      |
| 08976                                                                                            | Av. Portugal - Concesionario                | 498 498A 499 529 529A 529H 531A 535 5         |                                | Móstoles         |      |
| 08638                                                                                            | Ctra. A5 - C.C. Madrid Xanadú               | 528 529 529A 529H 531A 535 538 539            |                                | Móstoles         |      |
| 08953                                                                                            | Dehesa Mari Martín - Pol. Ind. Alparrache I | 528 529 529A 531A 539                         |                                | Navalcarnero     |      |
| 08949                                                                                            | Trillo - Charcones                          | 528 531A 1                                    |                                | Navalcarnero     |      |
| 08951                                                                                            | Camino Casarrubios - P.º Alparrache         | 528 531A 1                                    |                                | Navalcarnero     |      |
| 11683                                                                                            | Ronda de San Juan - Río Tajo                | 528 529H 531A 535 538 1                       |                                | Navalcarnero     |      |
| 11840                                                                                            | Buenavista - Ronda San Juan                 | 530 531A 538                                  |                                | Navalcarnero     |      |
| 18437                                                                                            | Arcángel Gabriel - Av. Ermita San Juan      | 531A 538 1                                    |                                | Navalcarnero     |      |
| 20193                                                                                            | Av. Mari Martín - Arcángel Gabriel          | 531A                                          |                                | Navalcarnero     |      |
| 11841                                                                                            | Ctra. M600 - Cementerio                     | 530 531A                                      |                                | Navalcarnero     |      |
| 09841                                                                                            | Ctra. M523 - Urb. El Hórreo                 | 530 531A 532                                  |                                | Sevilla la Nueva |      |
| 09843                                                                                            | General Asensio - Quevedo                   | 530 531A 532                                  |                                | Sevilla la Nueva |      |
| Las expediciones que continúan a la urbanización Los Manantiales realizan las siguientes paradas |                                             |                                               |                                |                  |      |
| 10559                                                                                            | Av. Madrid - Primavera                      | 530 532                                       |                                | Sevilla la Nueva |      |
| 19887                                                                                            | Sevillanos - Santa Bárbara                  | 530 532                                       |                                | Sevilla la Nueva |      |
| 10560                                                                                            | Av. Guadarrama - Residencia                 | 530                                           |                                | Sevilla la Nueva |      |
| 10562                                                                                            | Av. Guadarrama - Urb. Manantiales           | 530                                           |                                | Sevilla la Nueva |      |

### Sentido Móstoles (Hospital Rey Juan Carlos)
| Código                                                                      | Parada                                     | Común con                                             | Conexión con Metro y Cercanías | Municipio        | Zona |
| --------------------------------------------------------------------------- | ------------------------------------------ | ----------------------------------------------------- | ------------------------------ | ---------------- | ---- |
| 10562                                                                       | Av. Guadarrama - Urb. Manantiales          | 530                                                   |                                | Sevilla la Nueva |      |
| 10561                                                                       | Av. Guadarrama - Residencia                | 530                                                   |                                | Sevilla la Nueva |      |
| 19875                                                                       | Av. Madrid - Tilo                          | 530 532                                               |                                | Sevilla la Nueva |      |
| 10558                                                                       | Av. Madrid - Esperaza                      | 530 532                                               |                                | Sevilla la Nueva |      |
| Las expediciones con inicio en Sevilla la Nueva realizan paradas desde AQUÍ |                                            |                                                       |                                |                  |      |
| 09842                                                                       | General Asensio - Almendros                | 530 531A 532                                          |                                | Sevilla la Nueva |      |
| 09841                                                                       | Ctra. M523 - Urb. El Hórreo                | 530 531A 532                                          |                                | Sevilla la Nueva |      |
| 11842                                                                       | Ctra. M600 - Cementerio                    | 530 531A                                              |                                | Navalcarnero     |      |
| 20194                                                                       | Av. Mari Martín - Arcángel Gabriel         | 531A                                                  |                                | Navalcarnero     |      |
| 18438                                                                       | Arcángel Gabriel - Av. Ermita San Juan     | 531A 538 1                                            |                                | Navalcarnero     |      |
| 08966                                                                       | Ronda de San Juan - Buenavista             | 528 529H 531A 535 538 1                               |                                | Navalcarnero     |      |
| 11684                                                                       | Ronda de San Juan - Río Tajo               | 528 529H 531A 535 538 1                               |                                | Navalcarnero     |      |
| 08952                                                                       | Camino Casarrubios - Plaza de Toros        | 528 531A 1                                            |                                | Navalcarnero     |      |
| 08950                                                                       | Constitución - Félix Serrano del Real      | 528 529 529A 531A 539 1                               |                                | Navalcarnero     |      |
| 08954                                                                       | Constitución - Ctra. A5                    | 528 529 529A 531A 539                                 |                                | Navalcarnero     |      |
| 08639                                                                       | Ctra. A5 - C.C. Madrid Xanadú              | 528 529 529A 529H 531A 535 538 539                    |                                | Móstoles         |      |
| 08977                                                                       | Av. Portugal - Concesionario               | 498 498A 499 529 529A 529H 531A 535 5                 |                                | Móstoles         |      |
| 08975                                                                       | Av. Portugal - Pol. Ind. Las Monjas        | 529 529A 529H 531A 535 5                              |                                | Móstoles         |      |
| 12337                                                                       | Av. Portugal - Restaurante                 | 529 529A 529H 531A 5                                  |                                | Móstoles         |      |
| 19083                                                                       | Av. Portugal - Río Jalón                   | 524 529 529A 529H 531A 5                              |                                | Móstoles         |      |
| 18532                                                                       | Av. Portugal - Rio Duero                   | 498 498A 499 519 522 524 526 529 529A 529H 531A 535 5 |                                | Móstoles         |      |
| 16539                                                                       | Av. Portugal - Orense                      | 498 498A 499 529 529A 529H 531A                       |                                | Móstoles         |      |
| 08606                                                                       | Av. Portugal - Juan de Ocaña               | 498A 499 529 529A 529H 531A 535 5                     |                                | Móstoles         |      |
| 19275                                                                       | Av. Portugal - Est. Móstoles Central       | 498A 499 529 529A 529H 531A 535 5                     | Móstoles Central               | Móstoles         |      |
| 08603                                                                       | Av. Portugal - Av. Cerro Prieto            | 526 529 529A 529H 531A                                |                                | Móstoles         |      |
| 09701                                                                       | Av. Alcalde de Móstoles - Bécquer          | 523 526 529 529A 529H 531A                            |                                | Móstoles         |      |
| 11267                                                                       | Av. Alcalde de Móstoles - Pintor Velázquez | 523 529 529A 529H 531A 4                              |                                | Móstoles         |      |
| 11884                                                                       | Margarita - Av. Alcalde de Móstoles        | 523 529 529A 531A 4                                   |                                | Móstoles         |      |
| 11265                                                                       | Margarita - Gta. Los Jazmines              | 523 529 529A 531A 4                                   |                                | Móstoles         |      |
| 08742                                                                       | Tulipán - Gta. Los Jazmines                | 522 529 529A 531A 4                                   |                                | Móstoles         |      |
| 18853                                                                       | Hospital Rey Juan Carlos                   | 529 529A 529H 531A 551 4                              |                                | Móstoles         |      |